# Ослер, Уильям
Сэр Уи́льям О́слер (англ. William Osler; 12 июля 1849 года, Онтарио, Канада — 29 декабря 1919 года, Оксфорд, Великобритания) — канадский врач.
Член Лондонского королевского общества (1898).

## Биография
Закончил в 1870 году Торонтскую медицинскую школу, затем поступил в университет Макгилл, где в 1872 году получил степень доктора медицины.
Прошёл стажировку в клиниках и лабораториях в Лондоне, Берлине, Лейпциге и Вене, обучаясь у Джона Бардона-Сандерсона, Рудольфа Вирхова, Людвига Траубе, Фридриха Фрерикса, Бернгарда фон Лангенбека, Ф. Гебры, Карла фон Рокитанского и других.
Вернувшись в Канаду, Ослер становится профессором кафедры внутренних болезней университета Макгилл (1875).
Один из основателей госпиталя Джонса Хопкинса (1889).

## Научная деятельность
Ослеру принадлежит множество открытий и важных наблюдений. В 1873 году он подробно описал тромбоциты, в 1876 году — новый вид нематод — возбудителя филяриатоза, впоследствии названных «филярия Ослера», в 1885 году — описал клиническую картину подострого септического эндокардита и указал, в частности, что появление болезненных красных узелков на коже пальцев, ныне называемое «симптомом Ослера» является признаком микроэмболий, в 1892 году описал приступы бронхиальной астмы, вызванные аспирацией кислого содержимого желудка в дыхательные пути. В том же году изучил состояние, называемое сегодня синдромом раздражённого кишечника и описал его, как «слизистый колит».
За заслуги в науке Уильям Ослер в 1911 году был удостоен звания баронета. В 1913 году читал Силлимановские лекции.
Широко известен афоризм Ослера:
Начинающий врач выписывает по двадцать лекарств для каждой болезни; опытный врач – одно лекарство на двадцать болезней
Можно добавить ещё примечательные афоризмы Уильяма Ослера:
Одна из главных обязанностей врача — научить людей не принимать лекарства
Наше главное  дело  не  смотреть  на то, что лежит в туманной дымке на расстоянии, а делать то, что лежит непосредственно под рукой

## Память
Книга «Жизнь сэра Уильяма Ослера» (The Life of Sir William Osler) написанная американским нейрохирургом Харви Кушингом была удостоена Пулитцеровской премии в 1926 году и является одной из лучших медицинских биографий XX века.